# St. Gertrud (Schuld)

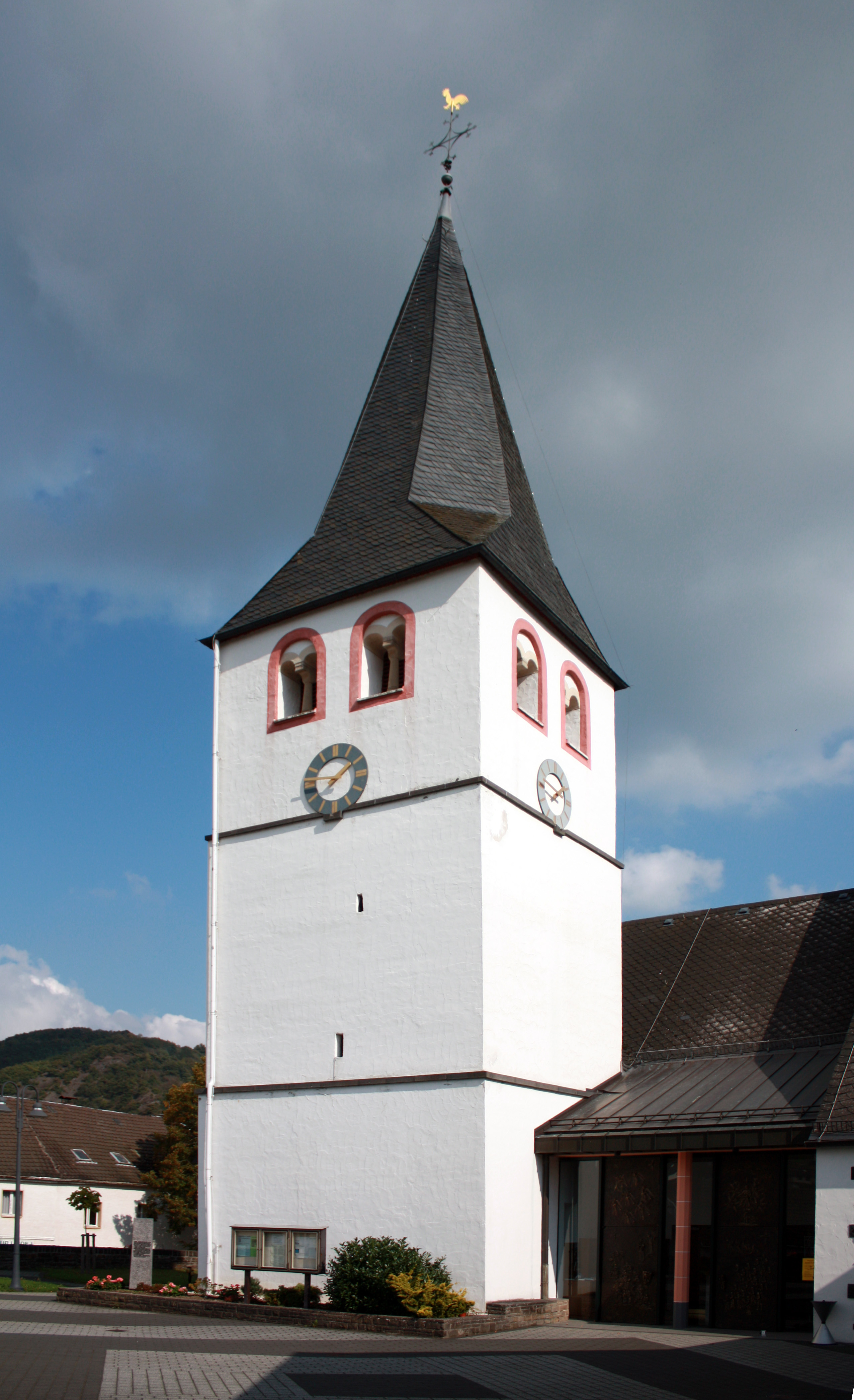
Katholische Pfarrkirche St. Gertrud

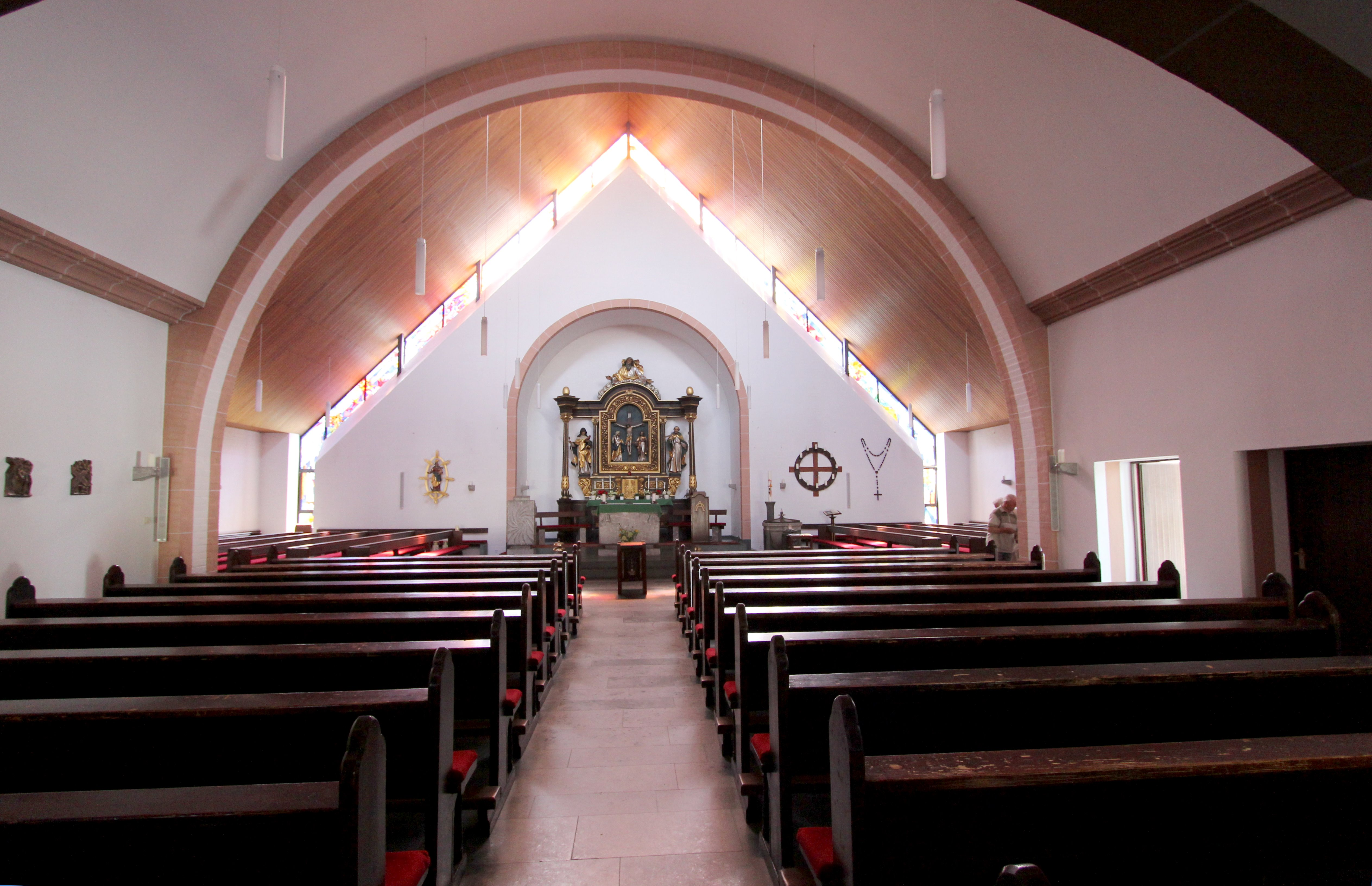
Blick zum Chor

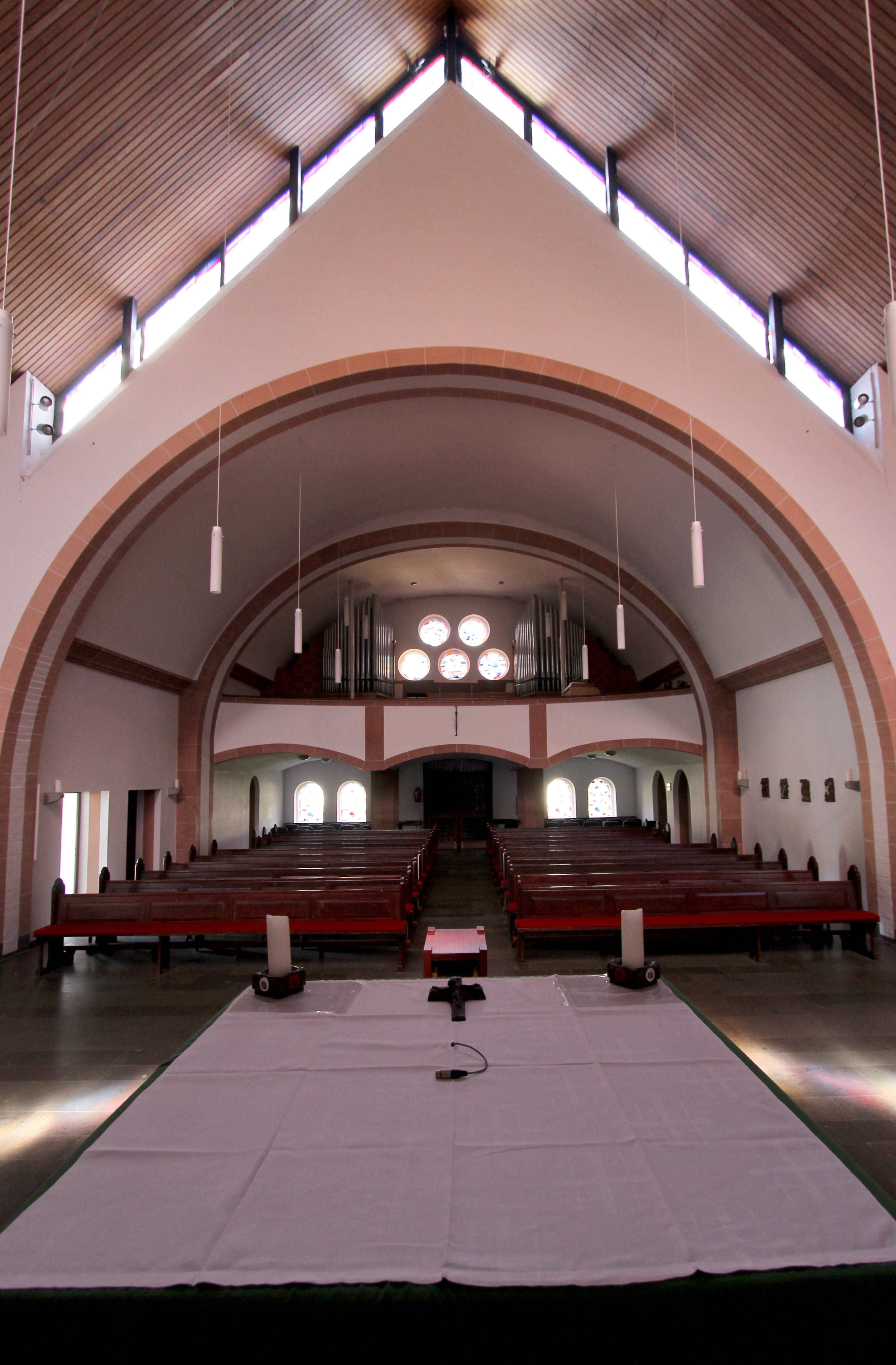
Blick zur Empore

Die römisch-katholische Pfarrkirche St. Gertrud in Schuld, einer Ortsgemeinde im Landkreis Ahrweiler in Rheinland-Pfalz, geht zurück bis in die Mitte des 13. Jahrhunderts. 1923 wurde sie weitgehend durch einen Neubau ersetzt, der im Zweiten Weltkrieg zerstört wurde. Die heutige Kirche wurde von 1972 bis 1974 nach Plänen des Architekten Peter van Stipelen errichtet. Schutzpatronin der Kirche ist die heilige Gertrud von Nivelles.

## Geschichte
Die Entstehung einer eigenständigen Pfarrei in Schuld wird in die Zeit um 650 bis 975 datiert. In einer Chronik aus dem Jahr 975 wird die Pfarrei zum ersten Mal schriftlich erwähnt und ihre Grenzen beschrieben. Schuld gehörte damals zur Grundherrschaft der Abtei Prüm. Bereits zu dieser Zeit muss es eine Pfarrkirche gegeben haben, an deren Stelle um 1240 eine neue Kirche errichtet wurde. Von diesem Bau sind die Grundmauern des ehemaligen Langhauses und der heutige Turm erhalten. Die Kirche aus dem Jahr 1240 besaß einen geraden Chorabschluss. Der romanische Turm war vermutlich von einem Pyramidendach bekrönt. An den Chor schloss sich im Süden ein Anbau an, der zunächst als Sakristei diente und später als Seitenkapelle genutzt wurde. Im späten 15. Jahrhundert wurde die Kirche spätgotisch ausgestaltet. Das Chordach wurde erhöht und der Turm erhielt einen sechsseitigen Turmhelm, der bis heute fast unverändert erhalten geblieben ist. Das damals zweischiffige, in drei Joche gegliederte Langhaus wurde durch zwei Säulen geteilt. Im 18. Jahrhundert wurde durch Bauanfügungen am Chor (im Osten eine neue Sakristei und an der Nordseite des Chores eine weitere Seitenkapelle) der Grundriss verändert. Die Kirche erhielt den Grundriss eines lateinischen Kreuzes.
Ab 1316 gehörte die Pfarrei Schuld zum Eifeldekanat und bis 1802 zum Erzbistum Köln. Anschließend unterstand Schuld dem von Napoleon geschaffenen Bistum Aachen. Bereits 1570 sind die zur Pfarrei Schuld gehörenden Filialen Insul, Winnerath, Harscheid und Sierscheid erwähnt. 1821 kam die Pfarrei zum Dekanat Adenau und zur Diözese Trier.
1923/24 wurde nach Plänen des Architekten Josef Mockenhaupt an der Südseite der Kirche ein neues Langhaus mit Altarraum angebaut. Am 12. Juli 1924 wurde die Kirche durch Bischof Franz Rudolf Bornewasser konsekriert.
Am 29. Oktober 1944 wurden das Langhaus und der Altarraum durch einen Bombenangriff fast völlig zerstört. Die 1945/46 wiederaufgebaute Kirche wurde wegen Baufälligkeit von 1972 bis 1974 durch einen Neubau ersetzt und am 6. April 1974 durch Weihbischof Alfred Kleinermeilert konsekriert.

## Architektur
Der Kirchenneubau ist in Form eines Quadrats gestaltet und aus verputztem Ziegelmauerwerk errichtet. Der Haupteingang befindet sich heute an der Westseite.
Von der alten Kirche ist der quadratische Turm erhalten. Er ist dreigeschossig und besitzt im Obergeschoss auf jeder Seite zwei rundbogige Zwillingsfenster. An der Stelle des ursprünglichen Langhauses befindet sich heute die Orgelempore, der ehemalige Altarraum wurde zur Seitenkapelle umgestaltet.

## Bronzetüren
Die beiden Bronzetüren wurden 1974 von Georg Gehring geschaffen. Thema der Darstellungen ist die Parusie, die zweite Wiederkunft Jesu nach der Offenbarung des Johannes. Die beiden Türgriffe sind als Adler, Symbol des Evangelisten Johannes, den man lange Zeit für den Verfasser der Offenbarung hielt, und als Buch mit sieben Siegeln gestaltet. Auf dem linken Türflügel ist Johannes dargestellt, der vom Engel den Auftrag erhält, seine Visionen niederzuschreiben. Auf dem rechten Türflügel schaut Johannes in den Himmel und sieht Jesus, der auf dem Thron sitzt, umgeben von den 24 Ältesten und den vier geflügelten Wesen. Er sieht das Lamm und das Buch mit sieben Siegeln.

## Bleiglasfenster
Die Bleiglasfenster des Altarraums sind ebenfalls der Apokalypse gewidmet. Sie sind als aufsteigendes Lichtband an der Stirnseite der Apsis angeordnet. Der Entwurf stammt von Georg Gehring, die Ausführung von der Glasmalerei Oidtmann in Linnich im Jahr 1975.
Auf dem unteren Fenster der rechten Seite ist das Buch mit sieben Siegeln dargestellt, auf der linken Seite sieht man ein erbrochenes Siegel und die Kirche von Schuld. Die Felder darüber zeigen zwei apokalyptische Reiter. Auf der rechten Seite hält der dritte Reiter der Apokalypse eine Waage in der Hand. Auf der linken Seite ist der vierte Reiter der Apokalypse, der Tod, als Sensenmann gekennzeichnet. Darüber geben Posaune blasende Engel das Signal zum Ende der Welt und fürchterliche Plagen brechen über die Menschheit herein. Johannes, der Verfasser der Apokalypse, ist in ein helles Gewand gekleidet und hält das geöffnete Buch, in dem er seine Visionen aufzeichnet. In einer oberen Szene auf der rechten Seite stößt der Erzengel Michael seine Lanze in den Rachen eines roten Drachen. Auf der linken Seite steht die apokalyptische Frau inmitten eines Strahlenkranzes, mit den Füßen auf dem Halbmond. Ihr Haupt ist von zwölf Sternen umgeben. Diesen Szenen folgt auf dem rechten und linken Lichtband eine nach oben schreitende Schar mit weißen Gewändern und Palmen in den Händen. Daran schließt sich auf dem linken Lichtband die Darstellung des Lammes an, das mit einem goldenen Heiligenschein versehen ist und aus dessen Brustseite Blut fließt. Auf der rechten Seite ist der Baum des Lebens dargestellt und das Neue Jerusalem. Unterhalb der Fensterspitze stehen der erste und letzte Buchstabe des griechischen Alphabets, Alpha und Omega. Nach der Offenbarung des Johannes soll sich Christus selbst als „das Alpha und das Omega, der Erste und der Letzte, der Anfang und das Ende“ bezeichnet haben. Die Spitze des Lichtbandes ist als Dreieck gestaltet, dem Symbol der Heiligen Dreifaltigkeit. Dieses ist mit einer Krone versehen und verweist auf Christus, den „König der Könige, Herr der Herrscher“.
Die sieben Rundfenster an der Nordfassade über dem ehemaligen Haupteingang stammen aus dem Wiederaufbau nach 1945 und stellen Motive der Schöpfungsgeschichte dar. Sie wurden wie die vier ornamentalen Fenster rechts und links des ehemaligen Hauptportals und die beiden Fenster der Seitenkapelle mit der Darstellung der Arma Christi von Reinhard Heß entworfen und 1953 von der Glasmalerei Kaschenbach in Trier angefertigt.

## Ausstattung

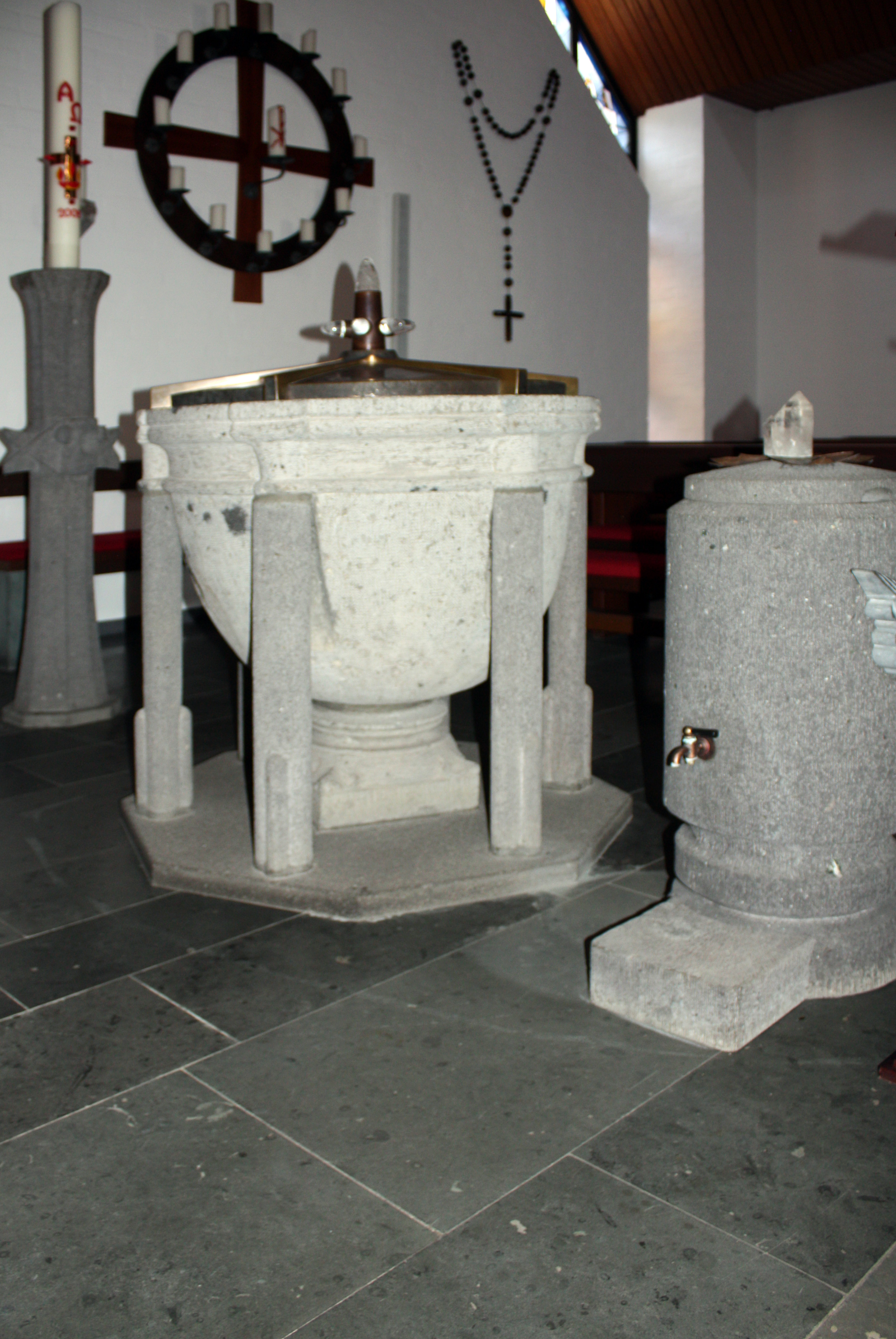
Taufbecken

- Der Hauptaltar wurde 1927 im Stil des Neobarock von der Firma Kickartz aus Wittlich geschaffen. Er ist bekrönt von Gottvater, unter dem eine Taube als Symbol des Heiligen Geistes schwebt. In der Mitte wird eine Kreuzigungsgruppe dargestellt. Auf der rechten Seite steht der heilige Josef, der mit seinen Attributen, der Lilie und einem Winkel, versehen ist. Auf der linken Seite ist die Schutzpatronin der Kirche dargestellt, die heilige Gertrud von Nivelles, die in der linken Hand die Heilige Schrift hält und in der rechten Hand den Äbtissinnenstab mit ihrem Symbol, der Maus. Auf dem Antependium wird das Lamm Gottes dargestellt, auf dem Buch mit sieben Siegeln liegend, wie es die Offenbarung des Johannes beschreibt.
- Der Zelebrationsaltar und der Ambo wurden von Georg Gehring entworfen und 1974 aus Kerpener Marmor gearbeitet. In den Ecken des Altars sind die Symbole der Evangelisten eingemeißelt, der Kopf eines Löwen für Markus, eines Stiers für Lukas, eines Adlers für Johannes und eines Menschen für Matthäus. Der Ambo trägt das Christusmonogramm.
- Die Mondsichelmadonna an der Wand links von der Altarnische ist barock und stammt aus dem 17. Jahrhundert. Sie ist von einem Strahlenkranz umgeben und steht auf dem Halbmond. Auf ihrem Haupt trägt sie eine goldene Krone. Auf dem linken Arm Marias sitzt das Jesuskind, mit der rechten Hand hält sie das Zepter.
- Das Taufbecken aus Basalt ist aus dem 13. Jahrhundert erhalten. Der Kupferdeckel mit der Aufschrift „Wasser der Taufe – Flut der Reinigung – Heiliges Geschöpf – Bad der Wiedergeburt – Strom der Gnade – Quelle des Lebens“ wurde 1963 geschaffen.
- In der Seitenkapelle befindet sich ein Gabelkreuz aus dem 15. Jahrhundert, das bis zum Neubau der Kirche im Jahr 1923 über dem Triumphbogen hing.

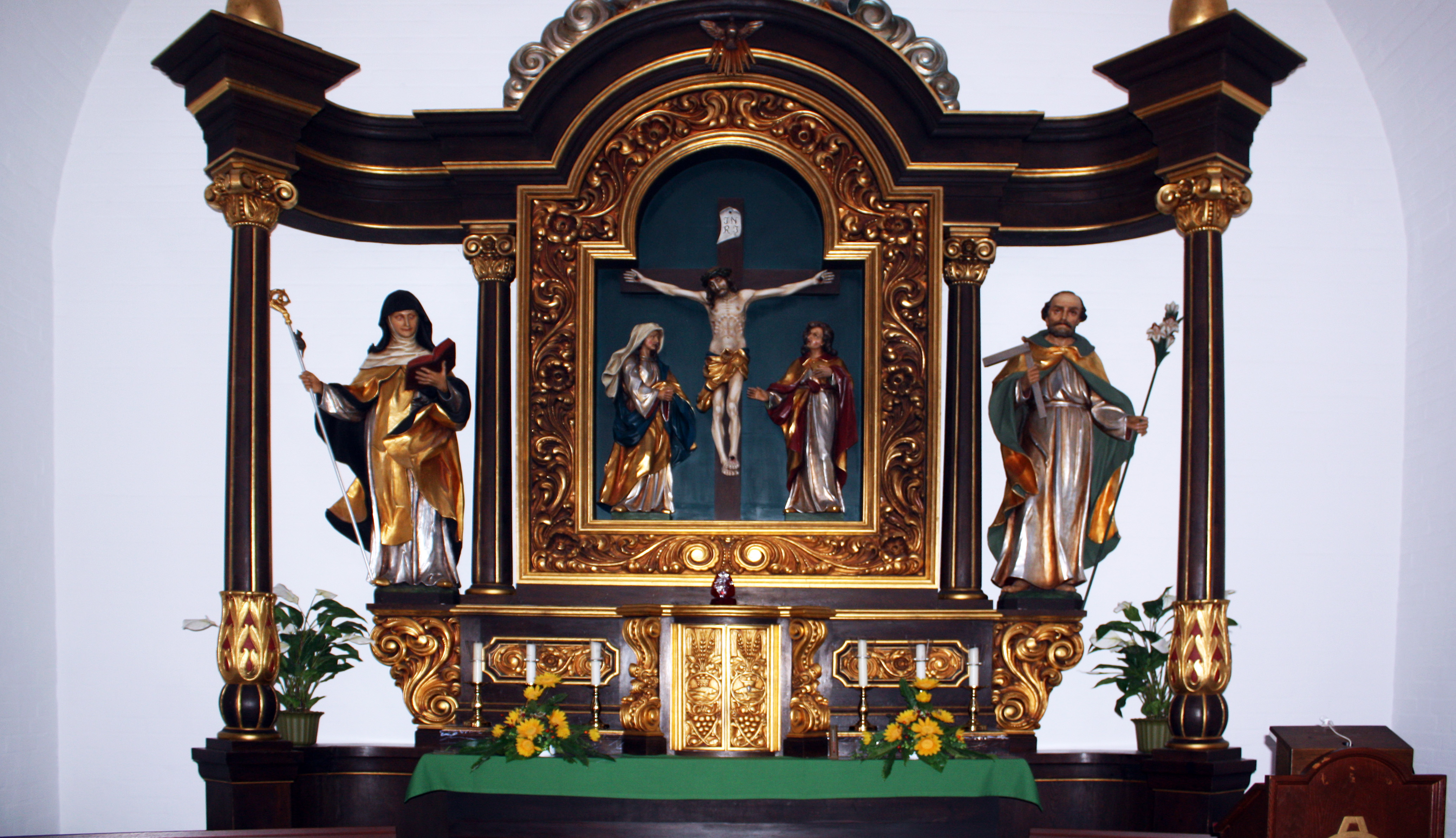
Hochaltar
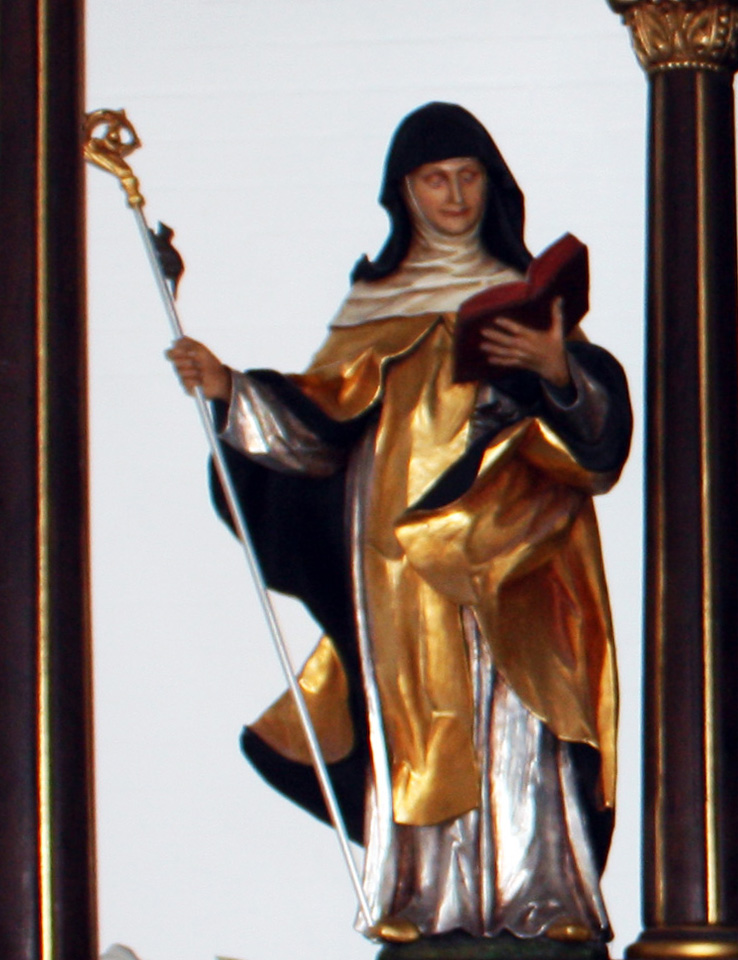
Heilige Gertrud
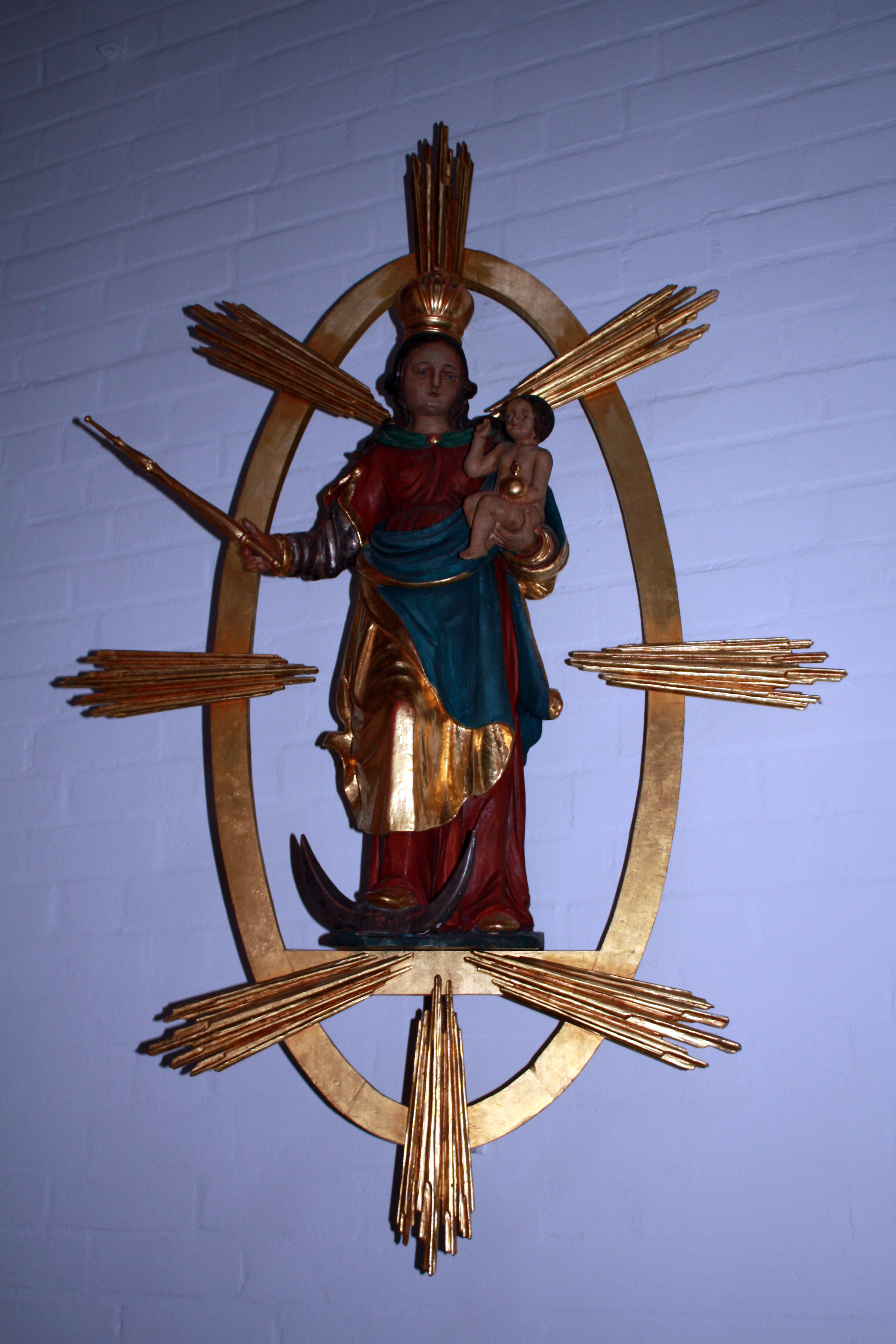
Mondsichelmadonna
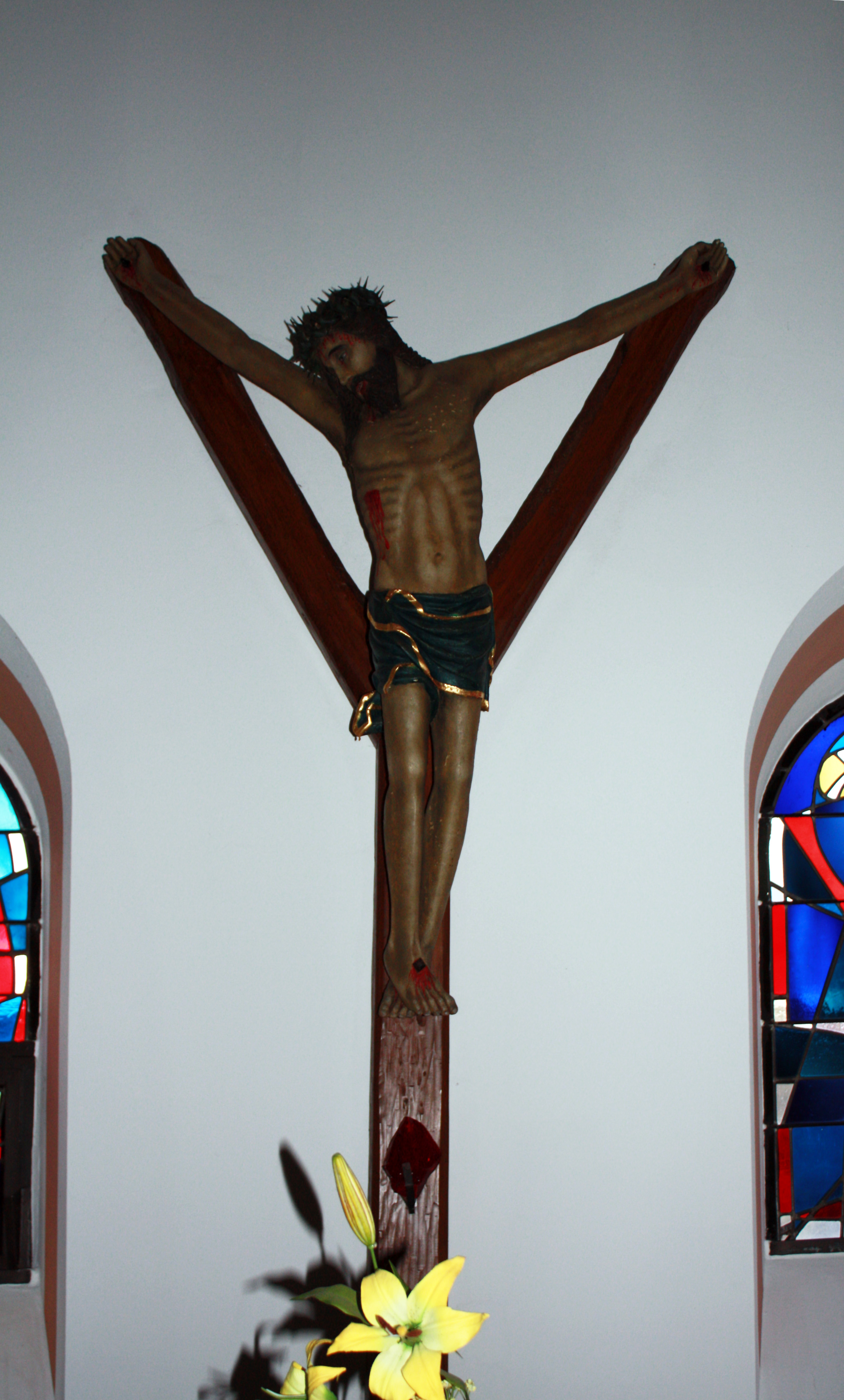
Gabelkreuz

## Glocken
Die Kirche besitzt drei mit Inschriften versehene Glocken. Eine der heiligen Maria geweihte Glocke stammt von 1472, diese Glocke läutet täglich zum Angelus, um 8.00, 12.00 und 18.00 Uhr. Auf dieser Glocke befindet sich ein Pilgerzeichen von der Neußer Quirinuswallfahrt. Es zeigt den heiligen Quirinus von Neuss in Rüstung und Schwert, in der Hand trägt er die typische Fahne mit den Kugeln. Die Glocke soll das Geschenk eines Kölner Domherren sein. Eine der heiligen Gertrud geweihte Glocke stammt von 1478 und eine ebenfalls Maria geweihte Glocke von 1659. Die Glocke von 1659 ist die größte der Pfarrkirche und wurde von Claudius Lamiral gegossen. Sie wird solistisch beim Tod eines Pfarrangehörigen geläutet.
- Glocke 1: St. Maria, 1659;
- Glocke 2: St. Maria, 1472;
- Glocke 3: St. Gertrud, 1478

Nach Pfr. Peter Schug werden im Jahr 1719 vier Glocken erwähnt. Diese Glocke 4 ist heute nicht mehr vorhanden.